# 윌프레드 모트
윌프레드 모트 (Wilfred "Wilf" Mott, 애칭 윌프)는 영국 SF 드라마 닥터 후의 단기 등장인물로 배우 버나드 크리빈스가 연기하였다. 10대 닥터의 동행자인 도나 노블의 할아버지로, 도나 엄마 실비아 노블의 아버지이기도 하다. 2008년 시즌 4에서 손녀 도나 노블은 갈리프레이 행성에서 온 타임 로드 종족인 닥터의 동행자로서 시공간을 여행하며 수많은 모험을 했다. 외계 생명체의 존재를 믿는 윌프레드 모트는 손녀의 모험을 자랑스러워하는 한편, 고압적인 실비아로부터 딸의 비밀을 지켜 주는 자상한 할아버지로 묘사된다. 2009년 연말 스페셜로 방영된 "The End of Time"에서 10대 닥터의 마지막 동행자로도 활약한다.
버나드 크리빈스는 원래 2007년 크리스마스 특집 "Voyage of the Damned" 편에만 출연할 예정이었고, 작중에서도 도나와는 관계없이 신문 외판원으로만 짧게 등장했다. 도나 아버지 조프 노블 역으로 출연할 예정이었던 하워드 앳필드가 지병으로 사망하자, 프로듀서 러셀 T 데이비스는 버나드 크리빈스를 도나의 할아버지로 설정하고, 시즌 4에서 도나의 아버지가 등장할 자리에 할아버지가 등장하는 것으로 대체하여 출연시키게 되었다.
2010년 마지막 출연 이후, 2022년 5월 60주년 기념 스페셜 촬영장에서 배우 버나드 크리빈스가 목격되었고, 머지않아 60주년에 윌프레드 모트 역으로 다시 출연한다는 소식이 알려졌다. 2022년 7월 27일 버나드 크리빈스가 사망하면서 그의 이번 출연은 유작이 되었다. 버나드 크리빈스의 출연분은 제2화 "Wild Blue Yonder" 편에서 공개됨과 동시에 추모 자막이 삽입되었으며, 제3화 "The Giggle"에서는 대역배우와 함께 2008년 시즌 4 "The Poison Sky" 편의 대사를 삽입하는 식으로 마지막 모습을 보였다.

## 행적

### 첫 등장과 시즌 4 (2008년)
윌프레드 모트는 2007년 시즌3 방영 이후 크리스마스 스페셜로 제작된 "Voyage of the Damned" 편에서 처음으로 등장한다. 닥터와 애스트리드 페스가 지구로 순간이동했을 때 런던의 한 거리에서 윌프레드와 마주친다. 신문 가판대의 주인이었던 그는 최근 몇 년 사이 매 크리스마스날마다 런던에서 기이한 소동이 벌어지는 바람에 온 시민이 겁먹고 떠나버린 가운데 남아 있던 몇 안 되는 사람이었다. TV에서 여왕도 시민들을 안심시키기 위해 버킹엄궁에 남아있다는 뉴스가 나오자 여왕에게 신의 가호를 빌며 함께 불침번을 서고 있다고 말한다. 이후 닥터와 아스트리드가 은하계 순양함 타이타닉호로 순간이동하는 것을 목격한다.
2008년 시즌 4 1화 "Partners in Crime"에서 윌프레드는 도나 노블의 할아버지로 다시 등장한다. 윌프레드는 집 뒷편 언덕배기에서 망원경으로 별을 관찰하며 밤을 보내는 아마추어 천문학자였다. UFO 음모론에도 관심이 있고, 조금은 괴짜스러운 면모도 보이는 모습이다. 도나는 윌프레드를 "할배" (Gramps)라고 부르며, 엄마의 잔소리를 피해 언덕배기로 올라오면 언제나 따스하게 맞이해 주는 자상한 할아버지였다. 윌프레드에게 '작은 파란색 상자'를 본 적이 있다면 말해달라 부탁한  도나는 닥터에 대해서도 막연하게 털어놓는다. 이후 도나가 닥터의 정식 동행자가 되자, 언덕배기 쪽으로 타디스를 타고 날아가자 한 뒤 문을 열고 밤하늘을 보던 윌프레드를 깜짝 놀라게 만든다. 타디스 문에 기대어 할아버지한테 손을 흔드는 모습을 본 윌프레드는 도나가 모험을 하고 싶은 열망을 솔직하게 따르기로 한 것을 보고 기뻐한다.
제4화 "The Sontaran Strategem"에서 윌프레드는 손녀와 닥터를 다시 만난다. 닥터는 이전에 본 적이 있었기에 반가워하자 도나가 도리어 충격을 받는다. 작중 도나 노블이 처음 등장했던 "The Runaway Bride"편에서 등장하지 않았던 이유는 감기 (윌프레드의 표현을 따르면 스페인 독감)에 걸려 손녀 결혼식에 가지 못했기 때문이라는 설명도 소개된다. 이후 가족들이 쓰는 차를 운전하려다 아트모스 장치가 활성화되자 차 안에 갇혀버리고, 닥터와 도나가 나서 구해주려 한다. 에피소드 막바지에 이르러서도 여전히 차에 갇혀 질식할 위기에 처하는 것으로 묘사되지만, 그 다음편 "The Poison Sky"에서 실비아 노블이 집 정문 옆에 있던 비상용 도끼로 차 앞유리를 부숴 구해낸다.
제10화 "Turn Left"에서 닥터가 도나를 만나지 못한 시간선에 따라 평행세계가 펼쳐진다. 도나가 추첨권에 당첨되어 시골에서 가족들과 함께 휴가를 보낸다. 따라서 윌프레드는 "Voyage of the Damned" 편에서처럼 신문 가판대를 보지는 않고 도나와 함께 시간을 보낸다. 그러나 그 전에 닥터가 죽음을 맞이하는 바람에 은하계 순양함 타이타닉호가 런던 중심부에 충돌하는 것을 막지 못하고, 대규모 핵폭발이 일어나 대도시는 순식간에 폐허가 되어버린다. 미국이 무너져가는 영국에 원조를 약속하자 윌프레드는 "미국은 축복받을 거야"라고 말한다. 그러나 아디포스의 지방 생명체들이 미국을 번식지로 삼으면서 난장판이 되었다는 뉴스에 절망한다. 윌프레드를 포함한 도나네 가족은 수많은 난민들 사이에 끼어 영국 북부의 리즈로 대피한다. 그곳에 배정받은 주택에서 이탈리아 이민자들을 만나 한방을 쓰게 되는데, 짜증을 내는 도나와는 달리 윌프레드는 그들과 곧바로 친해진다. 한편 윌프레드의 군복무에 대한 암시도 있는데, 아트모스 장치를 파괴하던 군인과 만났을 때 도나의 등 뒤에 뭔가가 있어 그것을 쏘려 하자 "죄 없는 여자에게 총부리를 들이대다니, 우리 때 같으면 영창감이다"라고 혼을 냈고, 이탈리아 친구는 윌프레드에게 캡틴 (my captain)이라 부르며 경례를 한다. 영국에 극우 정부가 들어서 계엄령을 선포하고, 이탈리아 친구들을 비롯한 모든 외국인들을 노동자 캠프로 끌고 가자, 나치 강제 수용소를 떠올리며 "그 일이 또 시작됐다"고 괴로워한다.
제11화 "The Stolen Earth"에서 윌프레드는 달렉의 접안렌즈를 페인트볼 총으로 쏘면 눈앞이 보이지 않을 것이라 생각하고 맞서 싸운다. 그러나 달렉의 눈에 페인트볼을 맞추자, 달렉은 페인트를 녹여버린 뒤 "내 시력은 손상되지 않는다"고 말해버린다. 죽을 위기에 처한 윌프레드와 실비아의 앞에 로즈 타일러가 나타나 달렉을 쏴버리면서 구출된다. 로즈는 닥터와 연락하기 위해 두 사람의 집으로 향한다. 해리엇 존스 전 영국총리가 닥터의 동행자들을 불러모아 화상회의를 열 때 로즈도 참여하려고 하지만 윌프레드가 웹캠을 따로 사지 않아 눈으로만 볼 수 밖에 없게 되었다. 회의를 지켜보던 윌프레드는 해리엇 총리에게 깊은 인상을 받고 "내 저 분 뽑았다니까"라고 하자 실비아는 아버지는 그때 딴 사람 뽑았다고 다그친다. 이후 해리엇 총리가 닥터를 호출한 뒤 달렉의 총에 맞아 최후를 맞이하는 모습을 충격 속에 지켜본다.

제12화 "Journey's End"에서는 도나가 닥터를 만났기에 더 나은 사람이 될 수 있었다면서, 도나가 닥터와 여행하기 전에도 훌륭했었다는 딸 실비아를 다그친다. 마지막 장면에서 기억이 지워진 도나를 대신해, 떠나려는 닥터를 배웅한다. 자신과의 기억을 상기시키면 도나가 죽을 수도 있으니 절대 말하지 말라는 닥터의 경고를 반드시 지킬 것이라 약속하는 한편, 이제는 가족이나 다름없게 된 닥터에게 "도나를 대신해 닥터를 생각할 것"이라는 마지막 인사를 건넨다.
닥터: (도나에게) 말 하면 안 돼요.
윌프레드: 말 안 해요. 하지만 내가 매일 밤 해가 지고 별이 뜨면 올려다볼 겁니다. 도나를 대신해서 닥터를 생각할 겁니다. 밤하늘을 보면서.
닥터: 고맙습니다.— 제12화 "Journey's End"에서 비를 맞으며 떠나려는 닥터와 윌프레드의 대화

### 연말 스페셜 (2009년)
2009년 연말 스페셜로 방영된 10대 닥터의 마지막 이야기, "The End of Time"편에서 윌프레드도 마지막으로 등장한다. 꿈속에서 마스터의 얼굴과 마주하며 괴로워하던 윌프레드는, 그것에 대해 알고 있는 듯한 이름없는 여인을 계속해서 만난다. 그리고 그 여인과 대화를 나눈 교회의 유리장식에 타디스가 그려져 있는 것을 깨닫는다.
이후 윌프레드는 닥터를 찾아다니는데, 때마침 닥터도 마스터의 귀환을 알고 지구에 돌아왔기에 머지않아 둘이서 만나 함께 다닌다. 닥터는 도나와 마주치지 않으려면 같이 다니면 안 된다면서도 결국 동행자로 받아들인다. 이윽고 전에 마주친 신비한 여인이 텔레비전에 나타나 윌프레드에게 무기를 들어야 한다고 말하면서, 영국군에서 복무할 당시에 갖고 있던 오래된 군용 리볼버를 휴대하도록 한다. 한편 닥터는 무엇 때문에 윌프레드를 다시 마주하게 되었는지, 무슨 운명이 작용한 것은 아닌지 의심하기 시작한다.
두 사람은 조슈아 네이스미스의 저택으로 가 그곳에 억류되어 있던 마스터와 마주한다. 마스터가 전 인류를 자신의 모습으로 바꿔버렸지만 윌프레드는 닥터의 말에 따라 방사선 보호 부스 안에 들어가 있었기에 마스터의 모습으로 바뀌지 않았다. 닥터와 윌프레드는 마스터에게 잡히지만 인간 직원으로 잠입해 있던 아담스와 로시터라는 외계인에게 구출된다. 역시 마스터의 모습으로 바뀌지 않은 도나는 할아버지가 걱정되어 전화를 걸었다가 마스터의 추적을 받는다. 하지만 닥터가 도나의 기억을 억제하기 위해 심어둔 안전장치가 활성화되면서 추적자들을 순식간에 쓰러뜨린다. 아담스, 로시터의 우주선으로 무사히 대피한 윌프레드는 닥터에게 총을 들고 마스터를 해치우라고 설득하려 하지만 닥터는 받아들이지 않는다. 타고 있던 우주선에 미사일 공격이 들이닥치자 윌프레드는 방어를 위해 레이저 대포를 신나게 발사한다.
지구로 돌아온 윌프레드는 방사선 부스 안에 갇혀버린 기술자를 풀어주기 위해 자신이 다른 쪽 부스로 들어가 갇힌다. 그 안에서 닥터와 마스터, 라실론의 대결을 지켜본다. 타임로드들이 타임락으로 다시 빨려들어가고 닥터가 예언을 거슬러 살아남았다고 생각한 그때, 모든 상황이 끝났다고 생각한 윌프레드는 부스의 유리문을 네 번 두드려, 자신도 모르게 "그가 네 번 노크하면 닥터는 끝을 맞이할 것이다"라는 예언을 실현하고 만다. 부스는 망가져 방사선으로 가득 차기 일보직전이었고, 윌프레드를 풀어주려면 닥터가 반대쪽 부스로 들어가 방사선을 대신 맞아야 하는 상황. 닥터는 이렇게 죽을 줄 알았더라면 윌프레드를 데려오지 않았을 텐데라고 한탄한다. 윌프레드는 자신은 살만치 다 살았다며 그냥 가라고 하지만, 닥터는 살릴 수 있어 영광이라며 부스 안으로 들어가 윌프레드를 대신해 스스로를 희생한다.
닥터는 치사량의 방사선을 흡수해버리는 바람에 다른 모습의 닥터로 재생성을 시작한다. 윌프레드는 집이나 타디스에 머물러 있었더라면, 아니면 본인이 나서 마스터를 해치우기만 했더라면 이런 일은 없었을 텐데, 닥터의 말을 듣지 않은 것이 본인 탓이라는 죄책감을 느낀다. 이후 닥터가 다시 찾아갔을 때 윌프레드는 도나의 결혼식에 참석해 있었다. 닥터는 윌프레드와 실비아에게 도나의 결혼 선물이라면서 당첨번호가 적힌 복권을 건네고, 그 돈은 세상을 떠난 윌프레드의 사위, 조프 노블에게서 빌렸다고 밝힌다. 닥터가 말없이 지켜보는 것으로 마지막 인사를 건네자, 윌프레드는 눈물을 흘리며 닥터에게 경례한다.

### 60주년 특집 (2023년)
윌프레드는 2023년 11월 방영되는 60주년 스페셜에 오랜만에 복귀하였다. 방영에 앞서 2022년 11월 배우 버나드 크리빈스가 별세한 관계로 이번 등장이 마지막이 되었다.
제1화 "The Star Beast"에서는 94세의 노인이 되었으며, 도나네 가족이 쓰는 집의 계단을 오르내릴 수가 없어 UNIT에서 제공하는 보안 요양소에서 머물고 있다는 설정이 소개되었다. 빕 더 밉과의 한바탕 소동이 끝난 후 도나 노블은 14대 닥터에게 윌프레드가 "떠나셨다"고 말했다가 닥터로부터 윌프레드가 사망했다는 오해를 받는다. 에피소드 후반부에서 닥터가 도나의 기억을 되살려 사태를 일단락시킨 뒤, 함께 타디스를 타고 오랜 친구를 마지막으로 다시 한번 보고 싶다는 소망을 남긴다. 그러나 타디스의 새 기능을 소개는 과정에서 도나가 커피를 조종간에 쏟아 버리는 바람에 타디스가 폭주를 일으켜 머나먼 미지의 목적지로 향해 버린다.
제2화 "Wild Blue Yonder"에서 떠났던 날로부터 이튿날로 되돌아온 닥터와 도나는 휠체어에 앉아 있는 윌프레드와 감동적인 재회를 나눈다. 윌프레드는 도나의 기억이 돌아온 것은 물론 닥터도 오랜만에 만난 것에 한껏 신나하고, 닥터 역시 못지않게 기뻐한다. 그러나 그 다음 순간 윌프레드는 도나 엄마를 비롯한 가족들은 안전한 곳으로 대피시켰고 닥터와 도나가 돌아오는 것만을 눈이 빠지도록 기다리고 있었다고 말한다. 그리고서 닥터라면 지구를 다시 구하러 올 줄 알았다고 말한다. 그 말과 동시에 거리 주변의 사람들이 싸움을 시작하고, 윌프레드는 "온 세상에 종말이 닥쳐왔다"며 울먹인다. 제3화 "The Giggle"에서는 모습은 보이지 않지만 닥터, 도나와 마찬가지로 UNIT의 엄호 아래 안전한 곳으로 대피한다. 결말 부분에서 닥터가 도나네 가족과 저녁 식사를 하는 사이, 윌프레드는 뒷마당에서 두더지 사냥에 나섰다는 언급이 나왔다. 닥터는 불쌍한 두더지를 위해 무력장을 씌워 보호해 놨다고 넌지시 알려준다.

## 제작
윌프레드 모트의 배우는 원로배우 버나드 크리빈스가 맡았다. 버나드 크리빈스는 1966년 닥터 후 원작 영화 <서기 2150년 달렉의 지구 침공> (Daleks - Invasion Earth 2150 AD)에 출연한 적이 있다. 이 영화는 1대 닥터 시절 스토리인 <The Dalek Invasion of Earth>를 각색한 것으로, 원작의 이언 체스터턴을 대신한 톰 캠벨 (Tom Campbell) 역으로 출연했다.
1974년에는 4대 닥터 후보로 오르기도 했으며, 2006년 시즌 2 "Tooth and Claw"의 홍보를 위해 작중 무대인 토치우드 하우스의 홈페이지로 가장한 대체현실 웹사이트에서 버나드 크리빈스가 결혼식에서 찍은 사진이 사용되면서 닥터후 뉴 시즌과의 인연이 닿게 되었다. 2007년에는 BBC 7에서 방송된 8대 닥터의 라디오 드라마 "Horor of Glam Rock"에서 록밴드 매니저를 연기하기도 했다.
2007년 크리스마스 특집으로 방영된 "Voyage of the Damned"에 일회성으로 출연한 후, 2008년 시즌 4에서는 도나 노블의 할아버지로 소개되면서 조연으로의 등장이 확정됐다. 원래는 2006년 크리스마스 특집 "The Runaway Bride"에서 등장했던 도나 아빠 제프 노블 (하워드 앳필드 분)이 시즌 4에 등장할 예정이었으나, 1화 촬영 직후 배우가 갑작스레 세상을 떠나면서 대체된 것이다. 배우의 사망으로 총괄 프로듀서 러셀 T 데이비스는 아버지 캐릭터를 할아버지 캐릭터로 바꾼다는 결정을 내렸고, 그것에 버나드 크리빈스를 설정한 것은 필 콜린슨의 아이디어였던 것으로 전해진다. 러셀 T 데이비스와 동료 프로듀서 줄리 가드너도 콜린슨의 아이디어를 마음에 들어했고, 1화의 각본을 맡은 러셀은 "Partners in Crime"에 버나드 크리빈스를 등장시키는 것으로 고쳐 다시 촬영했다. "Voyage of the Damned"에서 크리빈스가 맡은 배역의 이름은 '스탠' (Stan)이었으나, 러셀은 단기적으로 등장하는 인물의 이름으로는 적합하지 않다고 느껴 '윌프레드' (Wilfred)로 바꾸었다. 이 시점에서 "Voyage of the Damned"는 방영되기 전이었으므로 일관성을 위해 엔딩 크레딧을 수정하여 내보낼 수 있었다고 한다.
한편, 제1화 "Voyage of the Damned" 촬영 당시 썼던 모자의 배지는 실제로 버나드 크리빈스의 군복무 시절 근무했던 낙하산 연대 배지다.

## 평가
버나드 크리빈스의 시즌 4 출연 확정 이후, 프로듀서 필 콜린슨은 SFX와의 인터뷰에서 윌프레드 모트가 "드라마에 여러 번 다시 등장할 것"이라고 말했다. 콜린슨은 "배우님을 세트장에 두는 것은 대단한 특권이다. 그분은 훌륭하다"면서, "이제 우리는 그분을 섭외해서 함께하게 됐다! 정말 굉장하다"고 높이 평가했다. 제1화 코멘터리에서는 2007년 크리스마스 특집에서 한번 출연했던 것이 시즌 4에서의 합류로 이어졌느냐는 질문에 엄밀히 말해서는 아니지만, 크리스마스 특집에서 닥터를 만난 것은 우연이 아닐 수도 있다고 해설했다.
라디오 타임스의 로라 플레저는 닥터후 최고의 게스트 배우로 버나드 크리빈스를 선정하며, "윌프레드 모트는 웃게 만드는 사람, 그렇지 않은 순간엔 여러분의 마음을 찡하게 하는 사람"이라고 평했다. SFX는 2009년 기사에서 닥터후 뉴 시즌을 사랑할 수 있었던 이유 27가지 리스트 가운데 윌프레드 모트를 13위로 선정했다.